# 趙顒
趙 顒（ちょう ぎょう、? - 219年）は、中国後漢末期の人物。
劉備の益州占領後、曹操は彼を劉璋の後任として益州刺史に任命した。彼は任命を受けたものの、益州が劉備領であるため、遥任の方針を採ったと思われる。219年、劉備との漢中攻防戦である定軍山の戦いで、夏侯淵に従い戦った。しかし劉備軍に敗れ、夏侯淵と共に斬り殺された。
なお、涼州出身の趙昂と同一人物の可能性がある（詳しくは趙昂を参照）。